# Mai Hoa (diễn viên)
Phạm Thị Mai Hoa nghệ danh Mai Hoa (1967) là nữ diễn viên kịch và điện ảnh Việt Nam, cô nổi tiếng với vai diễn Thoa trong bộ phim Đời cát của đạo diễn Nguyễn Thanh Vân. Vai diễn giúp cô có được giải Nữ diễn viên chính xuất sắc trong Liên hoan phim Châu Á - Thái Bình Dương năm 2000, tổ chức tại Hà Nội.

## Tiểu sử
Phạm Thị Mai Hoa sinh năm 1967, tại miền Trung Việt Nam, năm lớp 9 bà theo gia đình vào Sài Gòn và học hết cấp 3. Bà từng thì làm thợ dệt nhưng không đạt, sau này Đoàn kịch nói Cửu Long Giang tuyển sinh, Mai Hoa nộp đơn và trở thành học viên tại đây.

## Sự nghiệp
Năm 1991, Mai Hoa tốt nghiệp Trường Nghệ thuật Sân khấu 2 Phải hơn 10 năm phấn đấu, Mai Hoa mới được đóng một vai chính trên sân khấu, lad vai diễn Bà ngoại trong vở "Nắng sớm mưa chiều". Trong thời gian đầu làm diễn viên của sân khấu kịch Idecaf, Mai Hoa còn nhận làm biên tập sân khấu cho Đài truyền hình Cần Thơ và chỉ đạo diễn xuất cho các người mẫu đóng quảng cáo.
Năm 1999, đạo diễn Phạm Nhuệ Giang vào TPHCM tuyển diễn viên cho vai chính (Thoa) trong bộ phim điện ảnh Đời cát, Nhuệ Giang đã gặp được Mai Hoa và cương quyết chọn Mai Hoa vào vai diễn này. Nhờ sự từng trải bà đã diễn xuất tốt vai Thoa mà bà đã vượt qua Trương Mạn Ngọc để nhận được giải Nữ diễn viên chính của LHP Châu Á - Thái Bình Dương do Lương Triều Vỹ trao giải. Cũng nhờ vai diễn này mà Mai Hoa được trao giải Mai vàng cho diễn viên nữa hạng mục Phim truyện. Sau thành công này, Mai Hoa có được vai diễn trong phim điện ảnh Người Mĩ trầm lặng của đạo diễn Phillip Noyce. Sau này bà trở thành giám đốc casting (tuyển diễn viên) của công ty Vietcast Film.
Năm 2004, vì vướng bận công với sân, bà từ chối tham bộ phim dài tập Một thời đã sống của Nguyễn Thanh Vân. Mai Hoa hầu như luôn gắn với các vai nữ chịu đựng cuộc sống khốn khó, cho đến khi bà được đạo diễn Vũ Ngọc Đãng mời tham gia bộ phim Những cô gái chân dài. Mai Hoa đóng góp ý tưởng về hai nhân vật nữ đối lập, trong đó bà được nhận vai diễn cô giáo Hoa, là một mẫu phụ nữ khác hẳn các vai diễn trước của bà.

## Gia đình
Mai Hoa kết hôn năm 2005 và sang Úc sinh sống, bà theo học cao đẳng về sản xuất các chương trình truyền hình trực tiếp. Sau khi học xong bà trở về Việt Nam với định ở lại nhưng sau đó đã đổi ý. Bà quay lại Úc học lên Đại học, không lâu sau vợ chồng Mai Hoa ly thân.

## Tác phẩm

### Phim truyền hình
| Năm  | Tựa đề                  | Vai diễn    | Ghi chú |
| ---- | ----------------------- | ----------- | ------- |
| 1996 | Xóm nước đen            | vợ Minh đen |         |
| 1997 | Giã từ dĩ vãng          | vợ Lượm     |         |
| 1998 | Những đứa con thành phố | Mẹ Tèo      |         |
| 2000 | Bến sông trăng          | sơ Hiền     |         |

### Phim điện ảnh
| Năm  | Tựa đề                | Vai diễn       | Ghi chú |
| ---- | --------------------- | -------------- | ------- |
| 1999 | Đời cát               | Thoa           |         |
| 2001 | Người Mỹ trầm lặng    | chị gái Phương |         |
| 2004 | Những cô gái chân dài | Hoa            |         |

### Sân khấu kịch
Nắng sớm mưa chiều, Trái tim nhảy múa, Cậu đồng, Cái tráp vàng, Hãy khóc đi em, Lôi vũ, Con vịt mồi, Tám người đàn bà, Cái tráp vàng...

## Giải thưởng
- 2000 Liên hoan phim Châu Á - Thái Bình Dương: Nữ diễn viên chính xuất sắc
- 2000 Giải Mai Vàng lần 6: Nữ diễn viên - hạng mục Phim truyện[11]